# Großgmain
Großgmain ist eine Gemeinde im Land Salzburg im Bezirk Salzburg-Umgebung in Österreich mit 2691 Einwohnern (Stand 1. Jänner 2024).

## Geografie

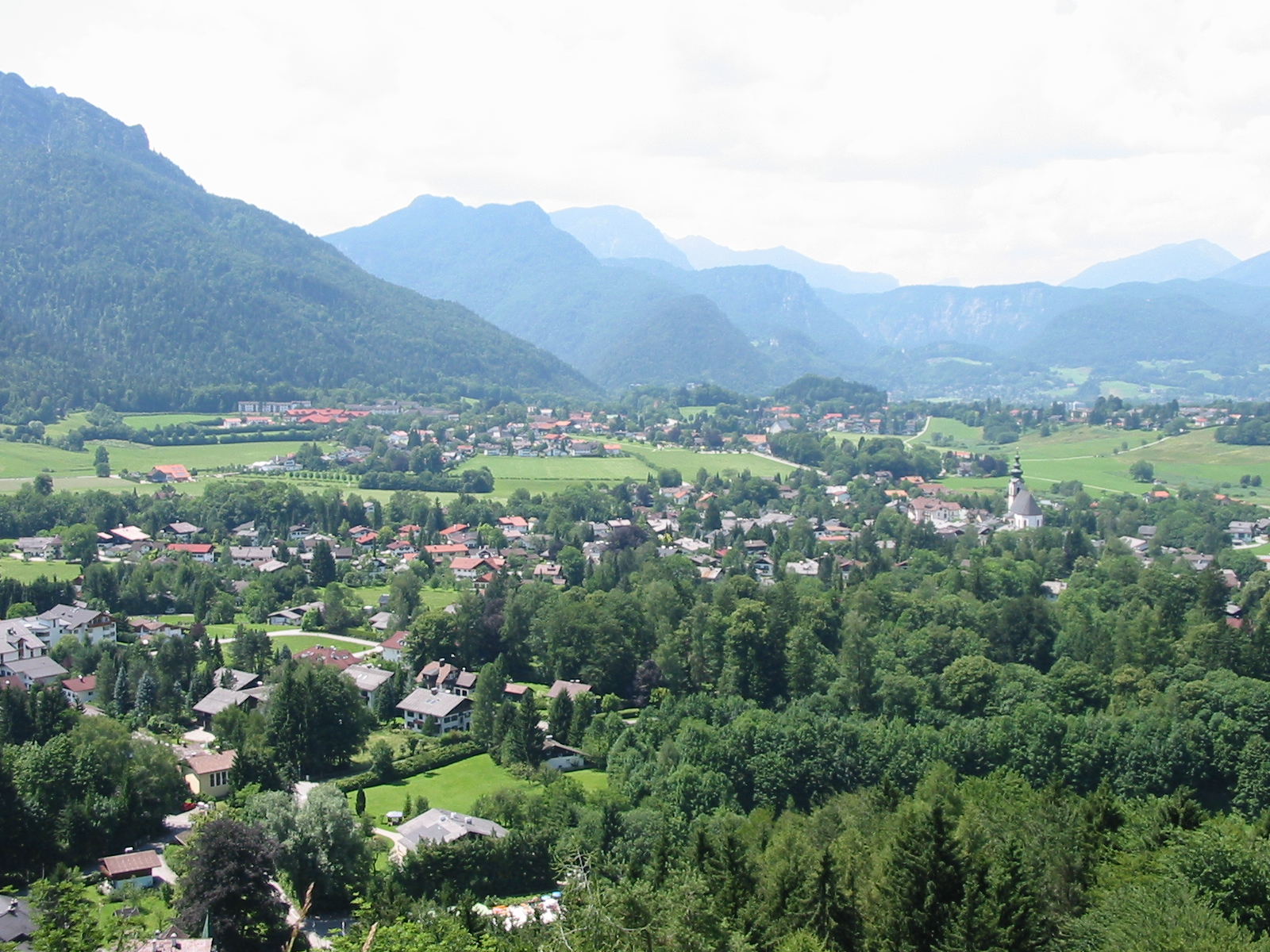
Blick über die Gmain

Die Gemeinde liegt im Flachgau im Bundesland Salzburg auf den Ausläufern des Untersbergs direkt an der Grenze zu Bayern (Deutschland). Die Staatsgrenze stellt der Weißbach im Westen der Ortschaft dar, auf der anderen Uferseite findet sich Bayerisch Gmain.

### Gemeindegliederung
Die Gemeinde besteht nur aus der Ortschaft Großgmain. Ortsteile sind Großgmain (das Kirchenviertel), Schwaig, Tannenwinkl, Hinterreit und zahlreiche Einzellagen.

### Nachbargemeinden
| Bad Reichenhall ∗ (Lkr. BGL, BY, DE) |                                             | Wals-Siezenheim (Bez. Salzburg-Umgeb., Land Salzburg, AT) |
| Bayerisch Gmain (Lkr. BGL, BY, DE)   | Kompassrose, die auf Nachbargemeinden zeigt | Grödig (Bez. Salzburg-Umgeb., Land Salzburg, AT)          |
|                                      | Bischofswiesen (Lkr. BGL, BY, DE)           |                                                           |

∗ Bad Reichenhall selbst liegt westlich, hinter Bayerisch Gmain

## Geschichte
Auf der Gmain ist eine jahrhundertelang gebrauchte Bezeichnung für den Siedlungsraum zwischen Untersberg und Lattengebirge, Hallthurm und Kirchholz. Bereits die Menschen der Bronzezeit wussten den Reichtum des Bodens und die günstige Lage der Umgebung zu schätzen und ließen sich hier fest nieder, ebenso wie Jahrtausende später die Grafen von Plain, welche die Gegend der Gmain mit der Erbauung der Plainburg zum Mittelpunkt ihrer oberen Grafschaft machten. Ungeachtet der landesherrschaftlichen Grenze, welche die weitverstreuten Höfe nach dem Niedergang der plainischen Herrschaft schon vor 1300 in eine bayerische und eine salzburgische Hälfte teilte, wurde die dörfliche Gemeinschaft von der Bevölkerung immer als eine Einheit verstanden.
Im Vollzug des religiösen Lebens bildete die kirchenrechtliche Einheit eine Gemeinschaft stiftende Grundlage für alle Gmainer. Für das wirtschaftliche Gefüge, das kulturelle Leben im Allgemeinen und die Schulausbildung im Besonderen spielte die Landesgrenze entlang des Weißbaches nur steuerlich eine Rolle. Auch die vielfältigen verwandtschaftlichen Verflechtungen über die Grenze hinweg bildeten natürlicherweise ein starkes Bindeglied. Trennend wirkte lediglich die jeweils am Weißbach endende salzburgische und bayerische Gerichtsbarkeit, welche die unterschiedliche Landeshoheit begründete.
Wirkliche Bedeutung erlangte die staatliche Trennung aber erst ab 1816, als nach einer kurzen Zeit der Vereinigung der beiden Ortsteile unter bayerischer Verwaltung die politischen Unterschiede im 19. Jahrhundert immer stärkere Geltung erlangten. Gemäß dem Vertrag vom 14. April 1816 zwischen Bayern und Österreich (Vertrag von München) verblieb das Gebiet von Reichenhall beim Königreich Bayern, das Gebiet von Salzburg wurde großteils an das österreichische Kaiserreich angegliedert. Trotz der Ausformung zweier eigenständiger Gemeinden blieb das Zusammengehörigkeitsgefühl erhalten. Gleiche wirtschaftliche Interessen, vor allem im Fremdenverkehr, trugen ebenso dazu bei wie die Zweckmäßigkeit gemeinsamer technischer Einrichtungen.
Seit Gründung der Freiwilligen Feuerwehr Großgmain 1889 feiert man gemeinsam mit der Freiwilligen Feuerwehr Bayerisch Gmain zusammen das traditionelle Florianifest. 2005 wurde das 100. gemeinsame Florianifest der Feuerwehren gefeiert. Während des Ersten und Zweiten Weltkriegs gab es immer wieder Unterbrechungen, aber die Feuerwehren der beiden Gemeinden ließen sich nicht von ihrer Tradition abbringen.

## Politik

### Gemeinderat
| Gemeinderatswahl 2024Wahlbeteiligung: 70,9 % 50403020100 32,5 % (−10,0 %p)22,6 % (−6,3 %p)21,0 % (n. k. %p)12,1 % (−1,4 %p)11,8 % (+0,6 %p)n. k. % (−3,9 %p) ÖVPFPÖLISSPÖGRÜNEFPS20192024 |

Die Gemeindevertretung hat insgesamt 19 Mitglieder.
- Mit den Gemeindevertretungs- und Bürgermeisterwahlen in Salzburg 2004 hatte die Gemeindevertretung folgende Verteilung: 9 ÖVP, 4 SPÖ, 3 FPÖ, 1 BFG – Bürgerforum Großgmain. (17 Mitglieder)
- Mit den Gemeindevertretungs- und Bürgermeisterwahlen in Salzburg 2009 hatte die Gemeindevertretung folgende Verteilung: 11 ÖVP, 4 SPÖ, 3 FPÖ, und 1 BFG – Bürgerforum Großgmain.[3]
- Mit den Gemeindevertretungs- und Bürgermeisterwahlen in Salzburg 2014 hatte die Gemeindevertretung folgende Verteilung: 10 ÖVP, 3 FPÖ, 3 SPÖ, und 3 Grüne.[4]
- Mit den Gemeindevertretungs- und Bürgermeisterwahlen in Salzburg 2019 hatte die Gemeindevertretung folgende Verteilung: 9 ÖVP, 6 FPÖ, 2 SPÖ, und 2 Grüne.[5]
- Mit den Gemeindevertretungs- und Bürgermeisterwahlen in Salzburg 2024 hat die Gemeindevertretung folgende Verteilung: 7 ÖVP, 4 FPÖ, 4 LIS, 2 SPÖ und 2 Grüne.[6]

### Bürgermeister
- 1969–1989 Matthias Koch (ÖVP)[7]
- 1989–1994 Johann Pögl (ÖVP)[8]
- 1994–2024 Sebastian Schönbuchner (ÖVP)[9]
- seit 2024 Martin Panzer (ÖVP)

### Wappen
| Wappen von Großgmain | Blasonierung: „Gespalten; rechts in Rot ein einwärts gekehrter silberner Flügel; links in Gold ein rotbewehrter schwarzer Löwe.“ |
| Wappen von Großgmain | Wappenbegründung: Der Flügel stammt aus dem Wappen der Grafen von Plain, die jahrhundertelang Besitzungen im heutigen Gemeindegebiet hatten. Der schwarze Löwe stellt den Salzburger Löwen dar und ist zur Unterscheidung vom benachbarten Bayerisch Gmain, Das Wappen wurde der Gemeinde 1955 verliehen. |

## Kultur und Sehenswürdigkeiten

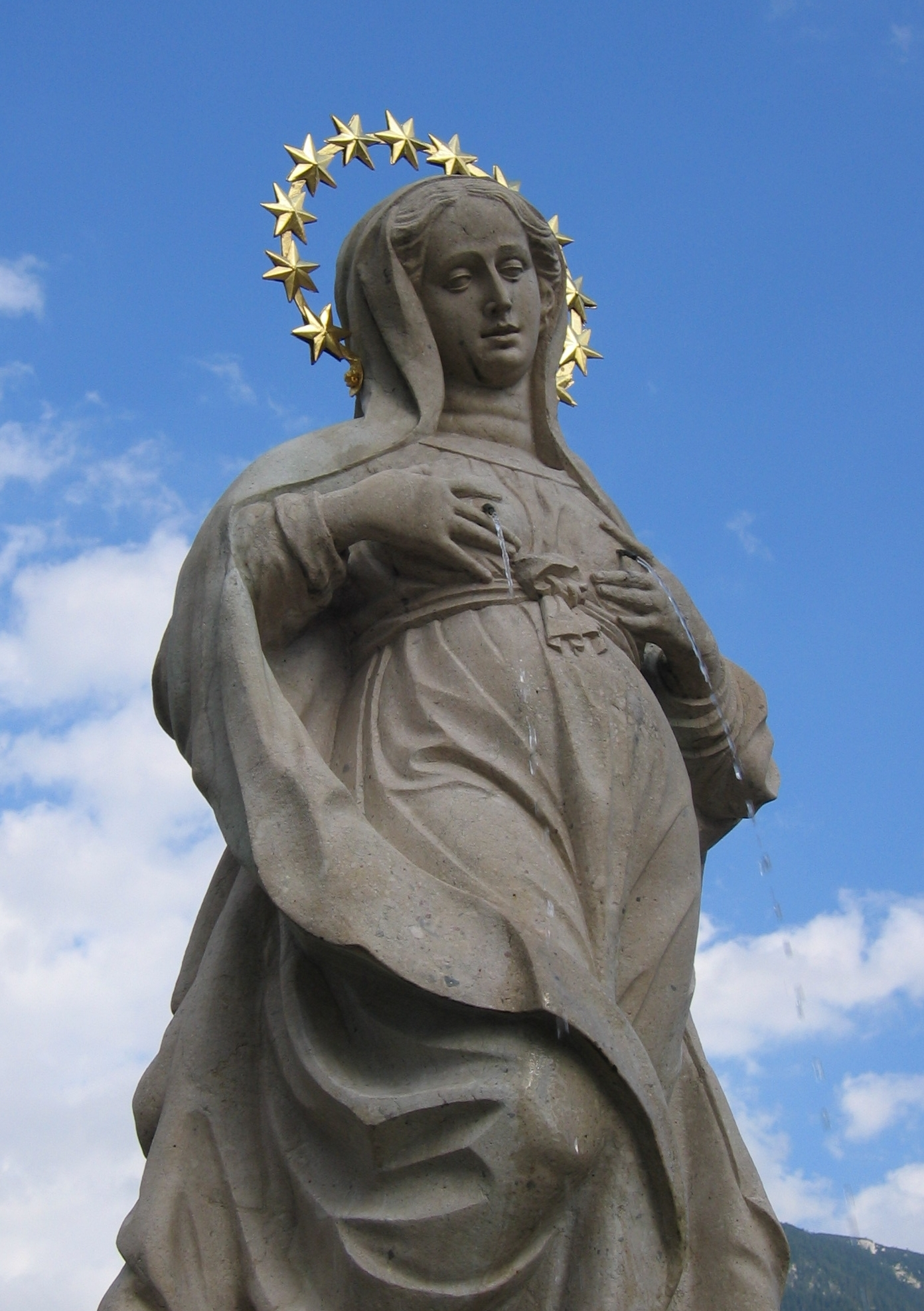
Marienbrunnen Großgmain

- Plainburg, eine der ältesten Burgruinen Österreichs
- Wallfahrtskirche Zu Unsere Lieben Frau auf der Gmain mit einer aus dem Jahre 1395 stammenden sog. Schönen Madonna, und den gotischen Tafelbildern des Meisters von Großgmain aus dem Jahre 1499
- Marienbrunnen Großgmain
- Josef-Meinrad-Park
- Marienheilgarten: gestaltet von Heinrich Bunzel

- Salzburger Freilichtmuseum: mit zahlreichen historischen Bauernhöfen aus dem ganzen Salzburgerland, auf einem weiten Areal in Gehöften mit Regionalbezug zusammengestellt, der Museumsfeldbahn Großgmain

### Natur
Untersberg: Bis auf den Siedlungsraum gehört das gesamte Gemeindegebiet zum Landschafts- und Pflanzenschutzgebiet Untersberg (LSG 51, PSG 1), der Naturpark Untersberg (NPK 1) entlang des Zwinkbachs (zum Kohlgraben nach Marzoll) darin eingebettet, sowie dem Europa- und Landschaftsschutzgebiet Untersberg-Vorland (FFH AT3227000/ESG 17, LSG 63), an der Saalach, die über den bayerischen Biosphärenreservat Berchtesgadener Land (angrenzend Entwicklungszone) einem Schutzverbund angehören, das sich bis in Pongau und Pinzgau und nach Nordwesten, und in der Stadt Salzburg mit dem Landschaftsschutzgebiet Leopoldskroner Moos (LSG 47) fortsetzt.

### Regelmäßige Veranstaltungen

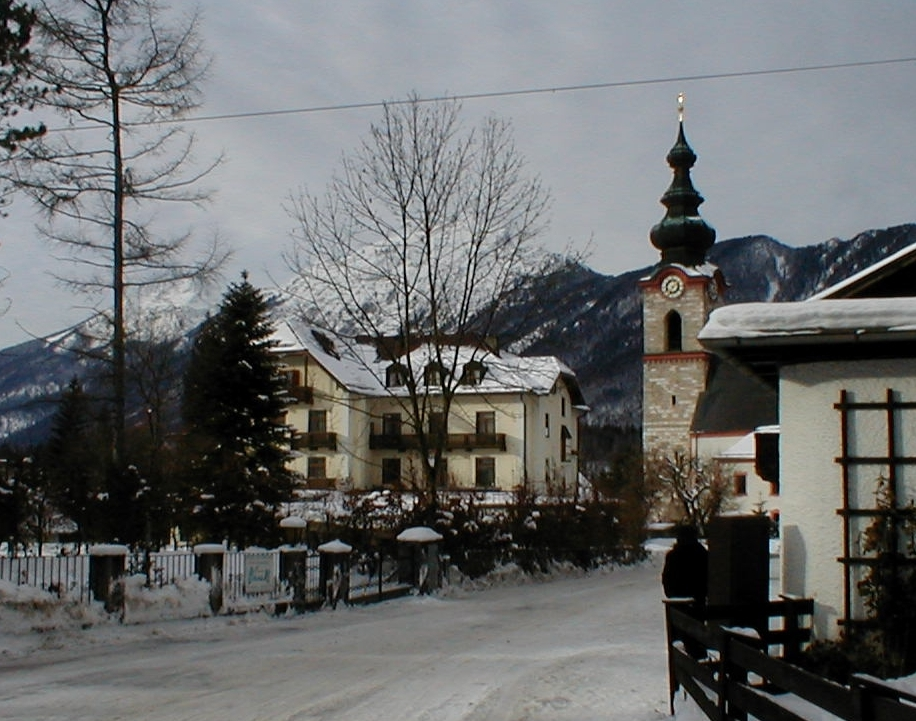
Großgmain im Winter

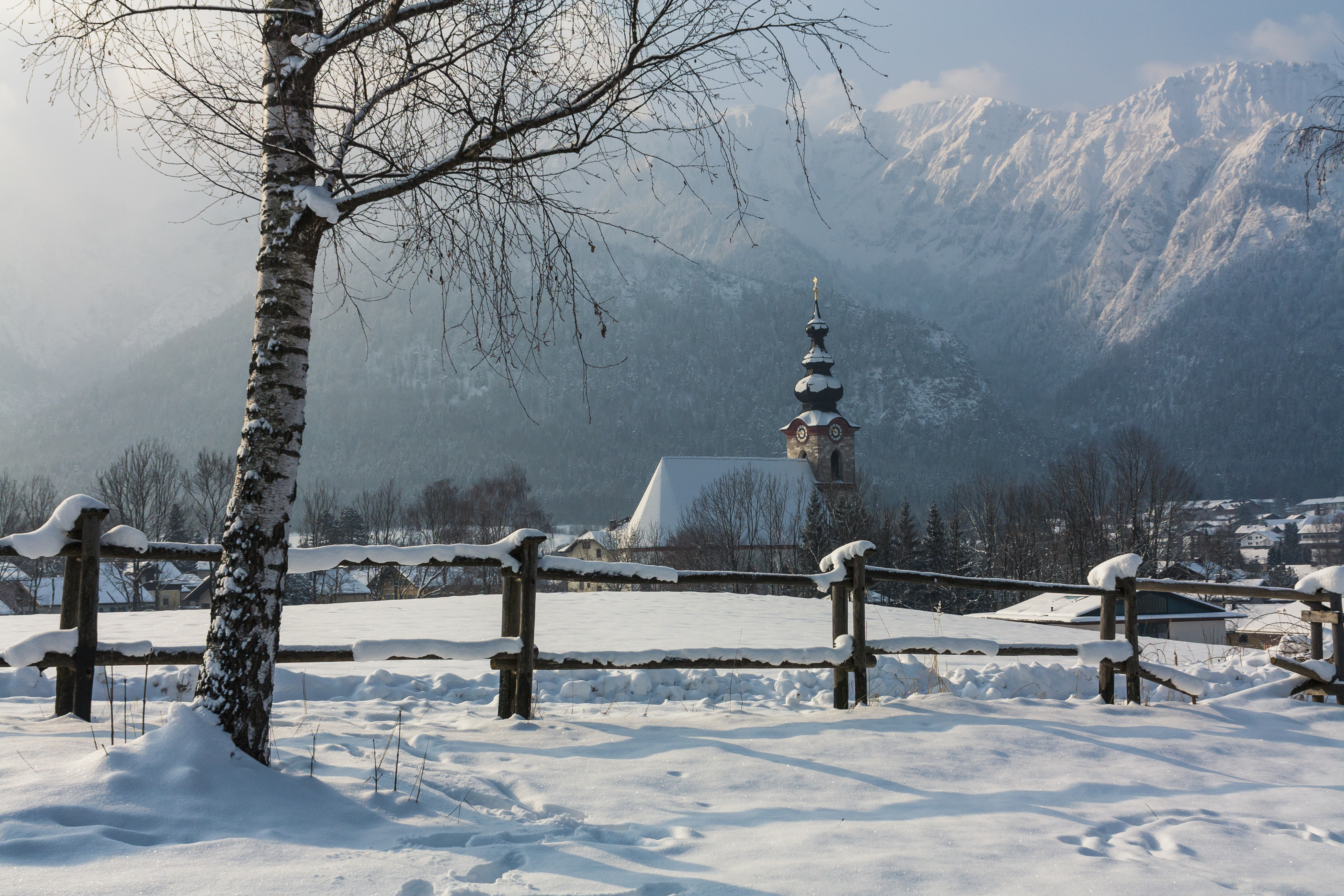
Großgmain mit Wallfahrtskirche im Winter

- Muttertags-Wunschkonzert der Trachtenmusikkapelle Großgmain: jährlich am Freitag vor dem Muttertag
- Grillfest der Trachtenmusikkapelle Großgmain: jährlich am zweiten Samstag im Juli
- Erntedankfest: jährlich
- Grenzenloses Großgmain
- Kinder- & Vereins-Skirennen: veranstaltet vom Skiclub
- Krampuslauf: jährlich um den 5. Dezember (Krampustag)

## Wirtschaft und Infrastruktur

### Bildung
- Krabbelgruppe Großgmain
- Kindergarten Großgmain
- Volksschule Großgmain
- Musikum Flachgau
- Bildungszentrum der Sicherheitsexekutive (BZS) der SIAK

### Freizeit und Sport
- Schwimmbad Großgmain
- Naturpark Untersberg
- Erlebnisspielplatz
- Wildpark Wolfschwang
- Nordic Walkingpark
- Sportplatz mit Beachvolleyplatz
- JUZ – Jugendzentrum

## Persönlichkeiten

### Söhne und Töchter der Gemeinde
- Friedrich zu Castell-Castell (1874–1919), Ministerial- und Verwaltungsbeamter
- Rupert Kastner (1880–1947), Politiker (GDVP) und Stadtbaumeister
- Ferdinand Mühlbacher (* 1948), Chirurg

### Mit der Gemeinde verbundene Persönlichkeiten
- Ilse Aichinger (1921–2016), Schriftstellerin, Mutter von Clemens Eich, lebte von 1963 bis 1981 in Großgmain
- Cesar Bresgen (1913–1988), Komponist, lebte ab 1956 in Großgmain
- Kurt Conrad (1919–1994), Museumsleiter
- Clemens Eich (1954–1998), Schauspieler und Schriftsteller, in Großgmain aufgewachsen
- Günter Eich (1907–1972), Hörspielautor und Lyriker
- Sigrid-Maria Größing (* 1939), Historikerin, Autorin und Germanistin
- Wilhelm zu Leiningen-Westerburg-Neuleiningen (1875–1956), Chemiker und Forstwissenschaftler, Professor an der Universität für Bodenkultur Wien, lebte und starb in Großgmain
- Lolita (1931–2010), Sängerin, lebte zuletzt in Großgmain
- Josef Meinrad (1913–1996), Kammerschauspieler, in Großgmain gestorben
- Josef Reiter (1862–1939), Musikpädagoge, Chorleiter, Kapellmeister und Komponist
- Wolf von Schilgen (1917–2015), Schriftsteller, in Großgmain gelebt und gestorben
- Oscar Fritz Schuh (1904–1984), Theaterintendant und Opernregisseur, in Großgmain gestorben
- Ursula Schuh (1908–1993), Malerin und Bühnenbildnerin, lebte ab 1961 in Großgmain
- Marlene Svazek (* 1992), Politikerin